# Amédée III (évêque de Maurienne)
Pour les articles homonymes, voir Amédée de Savoie et Amédée III.
Amédée III, probablement Amédée de Savoie « on le mentionne parfois sous la forme Amédée de Méribel ou de Miribel », mort  v. 1255 ou 1258, est un moine chartreux, devenu évêque de Maurienne au XIIIe siècle.

## Biographie

### Origines
Amédée serait l'un des fils du comte Thomas Ier de Savoie, selon Joseph-Antoine Besson (1717-1763), le chanoine Angley (1846) ou encore le comte de Foras. Le site Internet Sabaudia.org, issu de la collaboration des Archives départementales de la Savoie et de la Haute-Savoie, le mentionne comme le neuvième enfant du comte tandis que le site de généalogie Foundation for Medieval Genealogy (FMG) le mentionne comme un fils illégitime du comte. Ce site indique notamment que le Europäische Stammtafeln mentionne deux fils prénommés Amédée dont le cadet serait moine à Grenoble avant d'être élu évêque de Maurienne. À propos de ses origines, le site souligne qu'il ne peut être un fils légitime du comte puisqu'il est absent du testament de Thomas, son supposé frère, 26 juin 1248, contrairement à tous les autres membres de la fratrie. Il est également absent d'un acte passé entre son père et l'évêque de Sion, en 1224, où il est mentionné quatre fils au service de l'église, Amédée en étant un cinquième.
Cette filiation avec la maison de Savoie est toutefois contestée par l'érudit François Mugnier, lors d'une réponse à l'analyse du comte de Foras sur Amédée III, où il pointait certaines contradictions. Amédée de Foras répond qu'il est en tout point d'accord avec François Mugnier, sur ces doutes et que son article n'a pour but que de « reproduire des chartes inédites et d'établir que, de 1235 à 1255, un seul évêque du nom d'Amédée a occupé le siège de Maurienne ». De même, le médiéviste Bernard Demotz n'indique à aucun moment la présence dans la fratrie issue du comte Thomas un évêque de Maurienne dans son ouvrage Le comté de Savoie du XIe au XVe siècle, paru en 2000. Les auteurs de l’Histoire de Savoie - La Savoie de l'an mil à la Réforme donnent pour leur part Amédée de Méribel.
Dans l'hypothèse de son appartenance à la maison de Savoie, il aurait ainsi pour frères les futurs comtes Amédée IV, Pierre II et Philippe Ier, le seigneur du Piémont, Thomas II, et les prélats Guillaume, prince-évêque de Liège et de Winchester, et Boniface, archevêque de Canterbury,.

### Carrière ecclésiastique
Amédée appartient à l'ordre des Chartreux lorsqu'il a est choisi par la Chapitre de Saint-Jean pour diriger le diocèse de Maurienne,. Il est fait évêque de Maurienne, selon la tradition historique, le 4 des calendes d'avril 1235. Les auteurs de l’Histoire de Savoie - La Savoie de l'an mil à la Réforme (1984) donnent l'année suivante.

### Mort et succession
Amédée meurt en 1255, selon le comte de Foras, ou 1258, selon François Mugnier. Joseph-Antoine Besson indiquait « ceux qui placent sa mort en 1268, se sont trompés, elle arriva au moins dix à douze ans plutôt ». Le chanoine Angley met fin à son épiscopat après 15 années (soit vers 1250), Il se retire ensuite dans la Grande Chartreuse jusqu'à sa mort, précisant que « le nécrologe de la Cathédrale, qui rapporte la date de la mort de la plupart de nos Évêques, ne fait nulle mention de celle d'Amédée ». Les auteurs de l’Histoire de Savoie - La Savoie de l'an mil à la Réforme mettent fin à son épiscopat en 1256. Le site FMG donne quant à lui sa mort au 19 janvier 1256, selon le Pingonio Chronicon
Selon les historiens, Pierre de Morestel succède à Amédée III, vers 1256, Besson et Foras notamment.
Toutefois, le chanoine Angley a avancé qu'un autre personnage, Amédée (IV) de Miribel, soit venu après lui, indiquant « Nous ne saurions fixer précisément l'époque à laquelle il monta sur le Siège de Maurienne, puisque nous ne connaissons point l'année de la mort ou de la démission de son prédécesseur ; mais, d'après les documents que nous avons entre les mains, nous ne pensons pas nous écarter beaucoup de l'exactitude historique en la plaçant vers 1250 ». Amédée de Foras, dans son article Amédée III (de Savoie ?)..., analyse chacun des quatre motifs sur lesquels repose la démonstration du chanoine Angley et conclut : « Il me semble donc hors de doute qu'il y a lieu de modifier le catalogue des évêques de Maurienne. Il faut, à mon avis, supprimer l'épiscopat attribué à Amédée de Miribel ».